# Djibril Camara
Djibril Camara (* 20. August 1983) ist ein senegalesischer Fußballschiedsrichterassistent. Er steht als dieser seit 2009 sowie als Video-Assistent seit 2021 auf der Liste der FIFA-Schiedsrichter.
Als Schiedsrichterassistent begleitete er Spiele mehrerer Klub-WMs, U-Turnieren, Olympia 2016, dem CONCACAF Gold Cup 2021, sechs Afrika-Cups, dem FIFA-Arabien-Pokal 2021, der Weltmeisterschaft 2018 und der Weltmeisterschaft 2022.